# Brindisi
Brindisi (82.694(2023) indbyggere) er en vigtig færgehavn med forbindelser til Grækenland. Brindisi ligger i regionen Puglia i den sydøstlige del af Italien.

## Historie
Brindisi blev i antikken kaldt Brundisium og var en vigtig havneby i Calabrien i Romerriget. 
Dens navn skulle betyde "spydspids" i den messapianske dialekt efter havnens form. Byen blev erobret af romerne i 267 f.Kr. De grundlagde en koloni i 245 f.Kr., og vejen Via Appia blev måske udvidet igennem Tarentum så langt som til Brundisium. Pacuvius blev født her omkring 220 f.Kr.
Efter de puniske krige blev byen det centrale punkt for sejlads til Grækenland og Østen via Dyrrachium eller Corcyra. Under borgerkrigen blev den tildelt romersk borgerskab efter at være blevet belejret af Julius Cæsar i 49 f.Kr. og igen angrebet i 42 og 40 f.Kr.. Digteren Vergil døde her i år 19 f.Kr. på hjemrejse fra Grækenland.
Kejser Trajan byggede vejen Via Trajana, en mere direkte rute fra Beneventum til Brundisium. Resterne af ældgamle bygninger er ubetydelige, selv om  fund, specielt inskriptioner, er opdaget her. En udsmykket 100 meter høj søjle står stadigvæk. I nærheden af den står fundamentet til en anden søjle, som er blevet flyttet til Lecce. Det skulle efter sigende være en markering af afslutningen af Via Appia.